# Hendrik van Oranje-Nassau
Willem Frederik Hendrik (Paleis Soestdijk, 13 juni 1820 – Kasteel Walferdange, Luxemburg, 13 januari 1879), prins der Nederlanden, prins van Oranje-Nassau, was de derde zoon van koning Willem II der Nederlanden en Anna Paulowna.
Hij is de enige Oranje die Nederlands-Indië, het latere Indonesië, bezocht, toen het nog een kolonie van Nederland was. Hendrik vergaarde een vermogen met onder andere een aandeel tinerts in een bedrijf op het eiland Belitung, bekend als Billiton, tussen Borneo en Sumatra, alsook met deelname in andere Indische fondsen.

## Jeugd
Hendrik werd in 1820 geboren als derde zoon in het gezin van de Prins en Prinses van Oranje. Met zijn broers Willem en Alexander en hun zusje Sophie beleefde hij een gelukkige jeugd, hoewel de jongens een erg intensieve opleiding kregen met erg weinig vrije tijd. Van nature was Hendrik een gezeglijker kind dan zijn brutale, ongehoorzame oudere broers, maar tot spijt van hun gouverneur begon hij hun gedrag al snel over te nemen. De prinsen werden een aantal jaren samen opgevoed, totdat Hendrik, die van jongs af aan was voorbestemd voor een carrière bij de marine, voor het eerst naar zee ging. Daarvoor werd hij onder het toezicht geplaatst van kapitein-ter-zee Pieter Arriëns.

## Loopbaan
Prins Hendrik had een lange carrière in de marine en werd daarom ook wel (Hendrik) de Zeevaarder genoemd. Hij werd waarschijnlijk de jongste adelborst 1e klasse ooit op zijn tiende verjaardag, 13 juni 1830. Daarna volgde een reeks bevorderingen: 
- Luitenant ter zee 2e klasse, 16 januari 1836
- Luitenant ter zee 1e klasse, 1 april 1838
- Kapitein-luitenant-ter-zee, 13 juni 1839
- Kapitein-ter-zee, 28 november 1840
- Schout-bij-nacht, 1 januari 1848
- Viceadmiraal, 1 januari 1851
- Luitenant-admiraal, 18 februari 1852
- Admiraal, 6 januari 1879, op zijn sterfbed

Hendrik maakte zijn eerste zeereis in 1833 aan boord van het korvet Zr Ms Nehalennia naar de Middellandse Zee. Later volgden langere reizen. Zo bezocht Hendrik in 1835 als eerste prins van het Oranjehuis Aruba, Curaçao en Paramaribo, die toen onderdeel waren van de Kolonie Suriname. Hij ging in 1837 naar Nederlands-Indië en verbleef er zeven maanden. In 1843 voerde Hendrik voor het eerst zelfstandig het commando over een eskader. Zijn vlaggenschip was het fregat Zr Ms Prins van Oranje. Hendriks laatste zeereis als kapitein was in november 1847 toen hij zijn zieke broer Alexander naar het eiland Madeira bracht. Korte tijd later, in januari 1848, bevorderde koning Willem II hem tot schout-bij-nacht. Hendrik, die tegelijkertijd van zijn commando werd gehaald, was niet erg gelukkig met de promotie.
Uiterlijk viel de relatief kleine, magere Hendrik uit de toon naast zijn beide broers, die breed gebouwd waren en de voor die tijd uitzonderlijk lengte van bijna twee meter hadden. Hij had ook een heel ander karakter dan de driftige, grillige Willem en de levenslustige, sociale Alexander. “Mijn Henri is een goede jongen, maar is enorm verlegen en schaamt zich snel”, schreef Willem II in 1842 aan zijn zwager tsaar Nicolaas. Hendrik was erg vroom, kwam bedaard en in zichzelf gekeerd over en was geen briljant spreker. Met zijn ouders, zijn broer Alexander en zijn zusje Sophie kon hij goed overweg. Zijn schoonzus Sophie vond hem echter een achterbakse, nietszeggende man en moest weinig van hem hebben. Hendriks verstandhouding met zijn oudste broer Willem was ronduit slecht, vooral nadat die in 1849 als koning WIllem III de troon had bestegen. Volgens Minister van Oorlog Weitzel leefde de prins in een heilzame vrees voor zijn broer en bemoeide hij zich nergens mee uit angst de koning voor het hoofd te stoten.
Desondanks werd Hendrik op 5 februari 1850 door Willem III aangesteld als stadhouder van het groothertogdom Luxemburg. In die hoedanigheid kwam hij in verzet toen Willem III aan het einde van de jaren 1860 het plan had opgevat het groothertogdom aan Frankrijk te verkopen. Hendrik was een geziene stadhouder, wiens nagedachtenis in Luxemburg in ere wordt gehouden. Dat is onder andere terug te zien in de naam van de huidige groothertog Henri, die naar hem is vernoemd. Hendriks residentie als stadhouder was het kasteel Walferdange.

## Zakelijke activiteiten
In 1847 namen Hendrik en zijn broer Alexander van de op het fregat Prins van Oranje dienende loods Ary Lap een hoeveelheid aandelen in een indijking op Texel over. Na Alexanders dood in 1848 verkreeg Hendrik uit de nalatenschap diens aandelen in wat later de Prins Hendrikpolder zou gaan heten. Hendrik hield zijn deel van de polder tot zijn overlijden in bezit.
In 1852 richtte de prins met enkele anderen de Billiton Maatschappij op voor de exploitatie van tinmijnen op het Oost-Indische eiland Billiton. Deze maatschappij maakte winst en Hendriks vermogen nam flink toe.
Ook liet hij vanaf 1873 bij de noordelijke ingang van het Suezkanaal nabij Port Saïd een handelspost vestigen waar Nederlandse schepen bevoorraad konden worden. Een succes werd dit niet, en na Hendriks overlijden werd de post gesloten.

## Dynastieke verplichting
Hendrik was tweemaal gehuwd. Hij sloot zijn eerste huwelijk op 19 mei 1853 te Weimar met Amalia van Saksen-Weimar-Eisenach (1830-1872), dochter van Karel Bernhard van Saksen-Weimar-Eisenach en Ida van Saksen-Meiningen, maar ze kregen samen geen kinderen.
Omdat de Oranje-dynastie destijds aan een zijden draadje hing, besloot hij na het overlijden van zijn gemalin te hertrouwen, net als zijn broer, koning Willem III, die sinds 1877 weduwnaar was. Willem III had drie zoons, waarvan de oudste (kroonprins Willem) al tegen de veertig liep en nog steeds niet was getrouwd. De tweede zoon Maurits was op 6-jarige leeftijd aan hersenvliesontsteking overleden, terwijl de derde zoon, Alexander, eveneens ongehuwd was en een slechte gezondheid had. Verder was er alleen nog een hoogbejaarde oom, prins Frederik, wiens mannelijke nakomelingen al waren overleden. Mannelijke nakomelingen krijgen was nog van groot belang.
Hendrik huwde op 24 augustus 1878 daarom te Potsdam met Maria van Pruisen (1855-1888), dochter van prins Frederik Karel (1828-1885) en Maria Anna van Anhalt-Dessau. Het tweede huwelijk van zijn broer met (koningin) Emma werd een maand later aangekondigd, waar hij getuige zou zijn. Hij moest op 7 januari 1879 verstek laten gaan omdat hij de mazelen had, maar er leek geen reden tot ongerustheid. Toch overleed Hendrik op 13 januari 1879 aan een hersenbloeding, behoorlijk onverwacht. Het huwelijk met Maria bleef kinderloos. De festiviteiten in Nederland ter gelegenheid van het huwelijk van de koning werden na zijn overlijden uitgesteld.
De dynastie werd deels gered door de geboorte van de latere koningin Wilhelmina, maar stierf uit in de mannelijke lijn bij het overlijden van koning Willem III in 1890.
Hendriks stoffelijk overschot werd op 25 januari 1879 bijgezet in de grafkelder van de Oranjes in de Nieuwe Kerk te Delft.

## Erfenis
Bij zijn overlijden had zijn aandeel in de Billiton Maatschappij een waarde van iets meer dan vier miljoen gulden. Hij liet in totaal ruim twaalf miljoen gulden na, waarvan meer dan de helft uit effecten bestond. De erfenis ging naar zijn broer en zuster. Weduwe Maria leek na Hendriks dood zonder een cent achter te moeten blijven omdat zij en haar echtgenoot niet in gemeenschap van goederen waren getrouwd. Haar vader, Frederik Karel, ging naar Den Haag om bij Willem III te pleiten voor een gedeelte van Hendriks erfenis voor zijn dochter, maar hij kreeg nul op het rekest. Willem III kon het geld van zijn broer uitstekend zelf gebruiken, zeker omdat hij net zelf getrouwd was met Emma zu Waldeck und Pyrmont. Marie kreeg van de koning en diens zuster echter wel een royaal jaargeld toebedeeld. De Hohenzollerns voelden zich natuurlijk toch gekrenkt en met hen voelde geheel Pruisen zich in zijn eer aangetast. Frederik Karel was immers een man met een groot prestige: neef van keizer Wilhelm I, neef en wapenbroeder van kroonprins Frederik Willem, opperbevelhebber van het Tweede Duitse Leger in de Frans-Duitse Oorlog van 1870, veroveraar van Metz, drager van de Pour le Mérite, een geestrijke persoonlijkheid en een opvallende verschijning in de Berlijnse society in zijn karakteristieke uniform van het 3. Husarenregiment Von Zieten, dat hem de bijnaam der rote Prinz verleende.
Het conflict over de erfenis werd niet verder op de spits gedreven omdat Willem III juridisch te sterk stond en voor weduwe Maria werd een nieuwe echtgenoot gevonden in de persoon van Albert van Saksen-Altenburg (1843-1902). Het huwelijk werd in 1885 te Berlijn gesloten, doch dit duurde maar drie jaar, omdat Maria kwam te overlijden.

## Prins Hendrikstichting
Prins Hendrik gaf in 1871 geld aan een stichting voor de verzorging van oude en behoeftige zeelieden en hun weduwen, waarvoor een tehuis moest worden gebouwd. Aanleiding was een grote sterfte in Holland door cholera en andere epidemieën, waardoor deze mensen onverzorgd achterbleven. Hij legde in 1874 de eerste steen voor het tehuis in Egmond aan Zee. Dit gebouw is in 1931 door nieuwbouw vervangen met een algemene regiofunctie. De Prins-Hendrik-Stichting is sindsdien een fonds dat financiële steun kan geven aan zeelieden die dat nodig hebben.

## Erelidmaatschappen en beschermheerschappen
Hendrik had vele beschermheerschappen op zijn naam staan. Vele daarvan hadden met zeevaart of watersport te maken. Hij was een van de oprichters van de Koninklijke Nederlandsche Yachtclub en deed zelf mee aan de jaarlijkse wedstrijden. Daarnaast werd hij erelid van verscheidene zeil- en roeiverenigingen en in 1874 beschermheer van de Leidse Studentenroeivereniging Njord.
Ook andere sporten konden op Hendriks belangstelling rekenen. Zo volgde hij het schaakspel met interesse en zou hij zelf ook een verdienstelijke speler zijn, hoewel hij in het algemeen weinig tot geen gelegenheid had om serieus te schaken. Zijn belangstelling voor het spel verklaart wellicht zijn bereidheid om in 1873 als beschermheer voor de Nederlandse Schaakbond op te treden. In 1874 organiseerde de prins een soirée voor de Federatie en schakers in Den Haag als onderdeel van Joseph Blackburnes bezoek aan Nederland. Blackburne gaf die avond zowel een gewone en een blindschaaksimultaan. Hij won toen tevens een partijtje uit de pols met de prins. Daarna werd Blackburne op het paleis uitgenodigd om onder het toeziend oog van de prins nog een blindsimultaandemonstratie met vier tegenstanders te geven.
Prins Hendrik van Oranje bleef tot zijn dood beschermheer van de Nederlandse schaakbond. De bond herdacht de prins bij zijn overlijden met de woorden van Blackburne, die schreef dat de Prins van Oranje een moedig en snel denkend schaker was.

## Kwartierstaat
| Willem V van Oranje-Nassau (1748–1806) | Willem V van Oranje-Nassau (1748–1806) | Willem V van Oranje-Nassau (1748–1806) | Willem V van Oranje-Nassau (1748–1806) | Willem V van Oranje-Nassau (1748–1806) | Willem V van Oranje-Nassau (1748–1806) | Wilhelmina van Pruisen (1751-1820)     | Wilhelmina van Pruisen (1751-1820)     | Wilhelmina van Pruisen (1751-1820)     | Wilhelmina van Pruisen (1751-1820)     | Wilhelmina van Pruisen (1751-1820)    | Wilhelmina van Pruisen (1751-1820)    |                                       |                                       | Frederik Willem II van Pruisen (1744-1797) | Frederik Willem II van Pruisen (1744-1797) | Frederik Willem II van Pruisen (1744-1797) | Frederik Willem II van Pruisen (1744-1797) | Frederik Willem II van Pruisen (1744-1797) | Frederik Willem II van Pruisen (1744-1797) | Frederika van Hessen-Darmstadt (1751-1805) | Frederika van Hessen-Darmstadt (1751-1805) | Frederika van Hessen-Darmstadt (1751-1805) | Frederika van Hessen-Darmstadt (1751-1805) | Frederika van Hessen-Darmstadt (1751-1805) | Frederika van Hessen-Darmstadt (1751-1805) |                                       |                                       | Peter III van Rusland (1728–1762)     | Peter III van Rusland (1728–1762)     | Peter III van Rusland (1728–1762) | Peter III van Rusland (1728–1762) | Peter III van Rusland (1728–1762) | Peter III van Rusland (1728–1762) | Catharina de Grote (1729–1796)              | Catharina de Grote (1729–1796)              | Catharina de Grote (1729–1796)              | Catharina de Grote (1729–1796)              | Catharina de Grote (1729–1796)              | Catharina de Grote (1729–1796)              |                                       |                                       | Frederik Eugenius van Württemberg (1732-1797) | Frederik Eugenius van Württemberg (1732-1797) | Frederik Eugenius van Württemberg (1732-1797)              | Frederik Eugenius van Württemberg (1732-1797)              | Frederik Eugenius van Württemberg (1732-1797)              | Frederik Eugenius van Württemberg (1732-1797)              | Frederika Dorothea Sophia van Brandenburg-Schwedt (1736-1798) | Frederika Dorothea Sophia van Brandenburg-Schwedt (1736-1798) | Frederika Dorothea Sophia van Brandenburg-Schwedt (1736-1798) | Frederika Dorothea Sophia van Brandenburg-Schwedt (1736-1798) | Frederika Dorothea Sophia van Brandenburg-Schwedt (1736-1798) | Frederika Dorothea Sophia van Brandenburg-Schwedt (1736-1798) |  |  |  |  |  |  |  |  |  |  |  |  |  |  |  |  |  |  |  |  |  |  |  |  |  |  |  |  |  |  |  |  |  |  |  |  |  |  |  |  |  |  |  |  |  |  |  |  |
| Willem V van Oranje-Nassau (1748–1806) | Willem V van Oranje-Nassau (1748–1806) | Willem V van Oranje-Nassau (1748–1806) | Willem V van Oranje-Nassau (1748–1806) | Willem V van Oranje-Nassau (1748–1806) | Willem V van Oranje-Nassau (1748–1806) | Wilhelmina van Pruisen (1751-1820)     | Wilhelmina van Pruisen (1751-1820)     | Wilhelmina van Pruisen (1751-1820)     | Wilhelmina van Pruisen (1751-1820)     | Wilhelmina van Pruisen (1751-1820)    | Wilhelmina van Pruisen (1751-1820)    |                                       |                                       | Frederik Willem II van Pruisen (1744-1797) | Frederik Willem II van Pruisen (1744-1797) | Frederik Willem II van Pruisen (1744-1797) | Frederik Willem II van Pruisen (1744-1797) | Frederik Willem II van Pruisen (1744-1797) | Frederik Willem II van Pruisen (1744-1797) | Frederika van Hessen-Darmstadt (1751-1805) | Frederika van Hessen-Darmstadt (1751-1805) | Frederika van Hessen-Darmstadt (1751-1805) | Frederika van Hessen-Darmstadt (1751-1805) | Frederika van Hessen-Darmstadt (1751-1805) | Frederika van Hessen-Darmstadt (1751-1805) |                                       |                                       | Peter III van Rusland (1728–1762)     | Peter III van Rusland (1728–1762)     | Peter III van Rusland (1728–1762) | Peter III van Rusland (1728–1762) | Peter III van Rusland (1728–1762) | Peter III van Rusland (1728–1762) | Catharina de Grote (1729–1796)              | Catharina de Grote (1729–1796)              | Catharina de Grote (1729–1796)              | Catharina de Grote (1729–1796)              | Catharina de Grote (1729–1796)              | Catharina de Grote (1729–1796)              |                                       |                                       | Frederik Eugenius van Württemberg (1732-1797) | Frederik Eugenius van Württemberg (1732-1797) | Frederik Eugenius van Württemberg (1732-1797)              | Frederik Eugenius van Württemberg (1732-1797)              | Frederik Eugenius van Württemberg (1732-1797)              | Frederik Eugenius van Württemberg (1732-1797)              | Frederika Dorothea Sophia van Brandenburg-Schwedt (1736-1798) | Frederika Dorothea Sophia van Brandenburg-Schwedt (1736-1798) | Frederika Dorothea Sophia van Brandenburg-Schwedt (1736-1798) | Frederika Dorothea Sophia van Brandenburg-Schwedt (1736-1798) | Frederika Dorothea Sophia van Brandenburg-Schwedt (1736-1798) | Frederika Dorothea Sophia van Brandenburg-Schwedt (1736-1798) |  |  |  |  |  |  |  |  |  |  |  |  |  |  |  |  |  |  |  |  |  |  |  |  |  |  |  |  |  |  |  |  |  |  |  |  |  |  |  |  |  |  |  |  |  |  |  |  |
|                                        |                                        |                                        |                                        |                                        |                                        |                                        |                                        |                                        |                                        |                                       |                                       |                                       |                                       |                                            |                                            |                                            |                                            |                                            |                                            |                                            |                                            |                                            |                                            |                                            |                                            |                                       |                                       |                                       |                                       |                                   |                                   |                                   |                                   |                                             |                                             |                                             |                                             |                                             |                                             |                                       |                                       |                                               |                                               |                                                            |                                                            |                                                            |                                                            |                                                               |                                                               |                                                               |                                                               |                                                               |                                                               |  |  |  |  |  |  |  |  |  |  |  |  |  |  |  |  |  |  |  |  |  |  |  |  |  |  |  |  |  |  |  |  |  |  |  |  |  |  |  |  |  |  |  |  |  |  |  |  |
|                                        |                                        |                                        |                                        | Willem I der Nederlanden (1772–1843)   | Willem I der Nederlanden (1772–1843)   | Willem I der Nederlanden (1772–1843)   | Willem I der Nederlanden (1772–1843)   | Willem I der Nederlanden (1772–1843)   | Willem I der Nederlanden (1772–1843)   |                                       |                                       |                                       |                                       |                                            |                                            | Wilhelmina van Pruisen (1774-1837)         | Wilhelmina van Pruisen (1774-1837)         | Wilhelmina van Pruisen (1774-1837)         | Wilhelmina van Pruisen (1774-1837)         | Wilhelmina van Pruisen (1774-1837)         | Wilhelmina van Pruisen (1774-1837)         |                                            |                                            |                                            |                                            |                                       |                                       |                                       |                                       |                                   |                                   | Paul I van Rusland (1754-1801)    | Paul I van Rusland (1754-1801)    | Paul I van Rusland (1754-1801)              | Paul I van Rusland (1754-1801)              | Paul I van Rusland (1754-1801)              | Paul I van Rusland (1754-1801)              |                                             |                                             |                                       |                                       |                                               |                                               | Sophia Dorothea Augusta Louisa van Württemberg (1759-1828) | Sophia Dorothea Augusta Louisa van Württemberg (1759-1828) | Sophia Dorothea Augusta Louisa van Württemberg (1759-1828) | Sophia Dorothea Augusta Louisa van Württemberg (1759-1828) | Sophia Dorothea Augusta Louisa van Württemberg (1759-1828)    | Sophia Dorothea Augusta Louisa van Württemberg (1759-1828)    |                                                               |                                                               |                                                               |                                                               |  |  |  |  |  |  |  |  |  |  |  |  |  |  |  |  |  |  |  |  |  |  |  |  |  |  |  |  |  |  |  |  |  |  |  |  |  |  |  |  |  |  |  |  |  |  |  |  |
|                                        |                                        |                                        |                                        | Willem I der Nederlanden (1772–1843)   | Willem I der Nederlanden (1772–1843)   | Willem I der Nederlanden (1772–1843)   | Willem I der Nederlanden (1772–1843)   | Willem I der Nederlanden (1772–1843)   | Willem I der Nederlanden (1772–1843)   |                                       |                                       |                                       |                                       |                                            |                                            | Wilhelmina van Pruisen (1774-1837)         | Wilhelmina van Pruisen (1774-1837)         | Wilhelmina van Pruisen (1774-1837)         | Wilhelmina van Pruisen (1774-1837)         | Wilhelmina van Pruisen (1774-1837)         | Wilhelmina van Pruisen (1774-1837)         |                                            |                                            |                                            |                                            |                                       |                                       |                                       |                                       |                                   |                                   | Paul I van Rusland (1754-1801)    | Paul I van Rusland (1754-1801)    | Paul I van Rusland (1754-1801)              | Paul I van Rusland (1754-1801)              | Paul I van Rusland (1754-1801)              | Paul I van Rusland (1754-1801)              |                                             |                                             |                                       |                                       |                                               |                                               | Sophia Dorothea Augusta Louisa van Württemberg (1759-1828) | Sophia Dorothea Augusta Louisa van Württemberg (1759-1828) | Sophia Dorothea Augusta Louisa van Württemberg (1759-1828) | Sophia Dorothea Augusta Louisa van Württemberg (1759-1828) | Sophia Dorothea Augusta Louisa van Württemberg (1759-1828)    | Sophia Dorothea Augusta Louisa van Württemberg (1759-1828)    |                                                               |                                                               |                                                               |                                                               |  |  |  |  |  |  |  |  |  |  |  |  |  |  |  |  |  |  |  |  |  |  |  |  |  |  |  |  |  |  |  |  |  |  |  |  |  |  |  |  |  |  |  |  |  |  |  |  |
|                                        |                                        |                                        |                                        |                                        |                                        |                                        |                                        |                                        |                                        | Willem II der Nederlanden (1792-1849) | Willem II der Nederlanden (1792-1849) | Willem II der Nederlanden (1792-1849) | Willem II der Nederlanden (1792-1849) | Willem II der Nederlanden (1792-1849)      | Willem II der Nederlanden (1792-1849)      |                                            |                                            |                                            |                                            |                                            |                                            |                                            |                                            |                                            |                                            |                                       |                                       |                                       |                                       |                                   |                                   |                                   |                                   |                                             |                                             |                                             |                                             | Anna Paulowna van Rusland (1795-1865)       | Anna Paulowna van Rusland (1795-1865)       | Anna Paulowna van Rusland (1795-1865) | Anna Paulowna van Rusland (1795-1865) | Anna Paulowna van Rusland (1795-1865)         | Anna Paulowna van Rusland (1795-1865)         |                                                            |                                                            |                                                            |                                                            |                                                               |                                                               |                                                               |                                                               |                                                               |                                                               |  |  |  |  |  |  |  |  |  |  |  |  |  |  |  |  |  |  |  |  |  |  |  |  |  |  |  |  |  |  |  |  |  |  |  |  |  |  |  |  |  |  |  |  |  |  |  |  |
|                                        |                                        |                                        |                                        |                                        |                                        |                                        |                                        |                                        |                                        | Willem II der Nederlanden (1792-1849) | Willem II der Nederlanden (1792-1849) | Willem II der Nederlanden (1792-1849) | Willem II der Nederlanden (1792-1849) | Willem II der Nederlanden (1792-1849)      | Willem II der Nederlanden (1792-1849)      |                                            |                                            |                                            |                                            |                                            |                                            |                                            |                                            |                                            |                                            |                                       |                                       |                                       |                                       |                                   |                                   |                                   |                                   |                                             |                                             |                                             |                                             | Anna Paulowna van Rusland (1795-1865)       | Anna Paulowna van Rusland (1795-1865)       | Anna Paulowna van Rusland (1795-1865) | Anna Paulowna van Rusland (1795-1865) | Anna Paulowna van Rusland (1795-1865)         | Anna Paulowna van Rusland (1795-1865)         |                                                            |                                                            |                                                            |                                                            |                                                               |                                                               |                                                               |                                                               |                                                               |                                                               |  |  |  |  |  |  |  |  |  |  |  |  |  |  |  |  |  |  |  |  |  |  |  |  |  |  |  |  |  |  |  |  |  |  |  |  |  |  |  |  |  |  |  |  |  |  |  |  |
|                                        |                                        |                                        |                                        |                                        |                                        |                                        |                                        |                                        |                                        |                                       |                                       |                                       |                                       |                                            |                                            |                                            |                                            |                                            |                                            |                                            |                                            |                                            |                                            |                                            |                                            |                                       |                                       |                                       |                                       |                                   |                                   |                                   |                                   |                                             |                                             |                                             |                                             |                                             |                                             |                                       |                                       |                                               |                                               |                                                            |                                                            |                                                            |                                                            |                                                               |                                                               |                                                               |                                                               |                                                               |                                                               |  |  |  |  |  |  |  |  |  |  |  |  |  |  |  |  |  |  |  |  |  |  |  |  |  |  |  |  |  |  |  |  |  |  |  |  |  |  |  |  |  |  |  |  |  |  |  |  |
|                                        |                                        |                                        |                                        |                                        |                                        |                                        |                                        |                                        |                                        |                                       |                                       |                                       |                                       |                                            |                                            |                                            |                                            |                                            |                                            |                                            |                                            |                                            |                                            |                                            |                                            |                                       |                                       |                                       |                                       |                                   |                                   |                                   |                                   |                                             |                                             |                                             |                                             |                                             |                                             |                                       |                                       |                                               |                                               |                                                            |                                                            |                                                            |                                                            |                                                               |                                                               |                                                               |                                                               |                                                               |                                                               |  |  |  |  |  |  |  |  |  |  |  |  |  |  |  |  |  |  |  |  |  |  |  |  |  |  |  |  |  |  |  |  |  |  |  |  |  |  |  |  |  |  |  |  |  |  |  |  |
|                                        |                                        |                                        |                                        | Willem III der Nederlanden (1817–1890) | Willem III der Nederlanden (1817–1890) | Willem III der Nederlanden (1817–1890) | Willem III der Nederlanden (1817–1890) | Willem III der Nederlanden (1817–1890) | Willem III der Nederlanden (1817–1890) |                                       |                                       |                                       |                                       | Alexander van Oranje-Nassau (1818-1848)    | Alexander van Oranje-Nassau (1818-1848)    | Alexander van Oranje-Nassau (1818-1848)    | Alexander van Oranje-Nassau (1818-1848)    | Alexander van Oranje-Nassau (1818-1848)    | Alexander van Oranje-Nassau (1818-1848)    |                                            |                                            |                                            |                                            | Hendrik van Oranje-Nassau (1820-1879)      | Hendrik van Oranje-Nassau (1820-1879)      | Hendrik van Oranje-Nassau (1820-1879) | Hendrik van Oranje-Nassau (1820-1879) | Hendrik van Oranje-Nassau (1820-1879) | Hendrik van Oranje-Nassau (1820-1879) |                                   |                                   |                                   |                                   | Ernst Casimir van Oranje-Nassau (1822-1822) | Ernst Casimir van Oranje-Nassau (1822-1822) | Ernst Casimir van Oranje-Nassau (1822-1822) | Ernst Casimir van Oranje-Nassau (1822-1822) | Ernst Casimir van Oranje-Nassau (1822-1822) | Ernst Casimir van Oranje-Nassau (1822-1822) |                                       |                                       |                                               |                                               | Sophie van Oranje-Nassau (1824-1897)                       | Sophie van Oranje-Nassau (1824-1897)                       | Sophie van Oranje-Nassau (1824-1897)                       | Sophie van Oranje-Nassau (1824-1897)                       | Sophie van Oranje-Nassau (1824-1897)                          | Sophie van Oranje-Nassau (1824-1897)                          |                                                               |                                                               |                                                               |                                                               |  |  |  |  |  |  |  |  |  |  |  |  |  |  |  |  |  |  |  |  |  |  |  |  |  |  |  |  |  |  |  |  |  |  |  |  |  |  |  |  |  |  |  |  |  |  |  |  |

## Fotogalerij

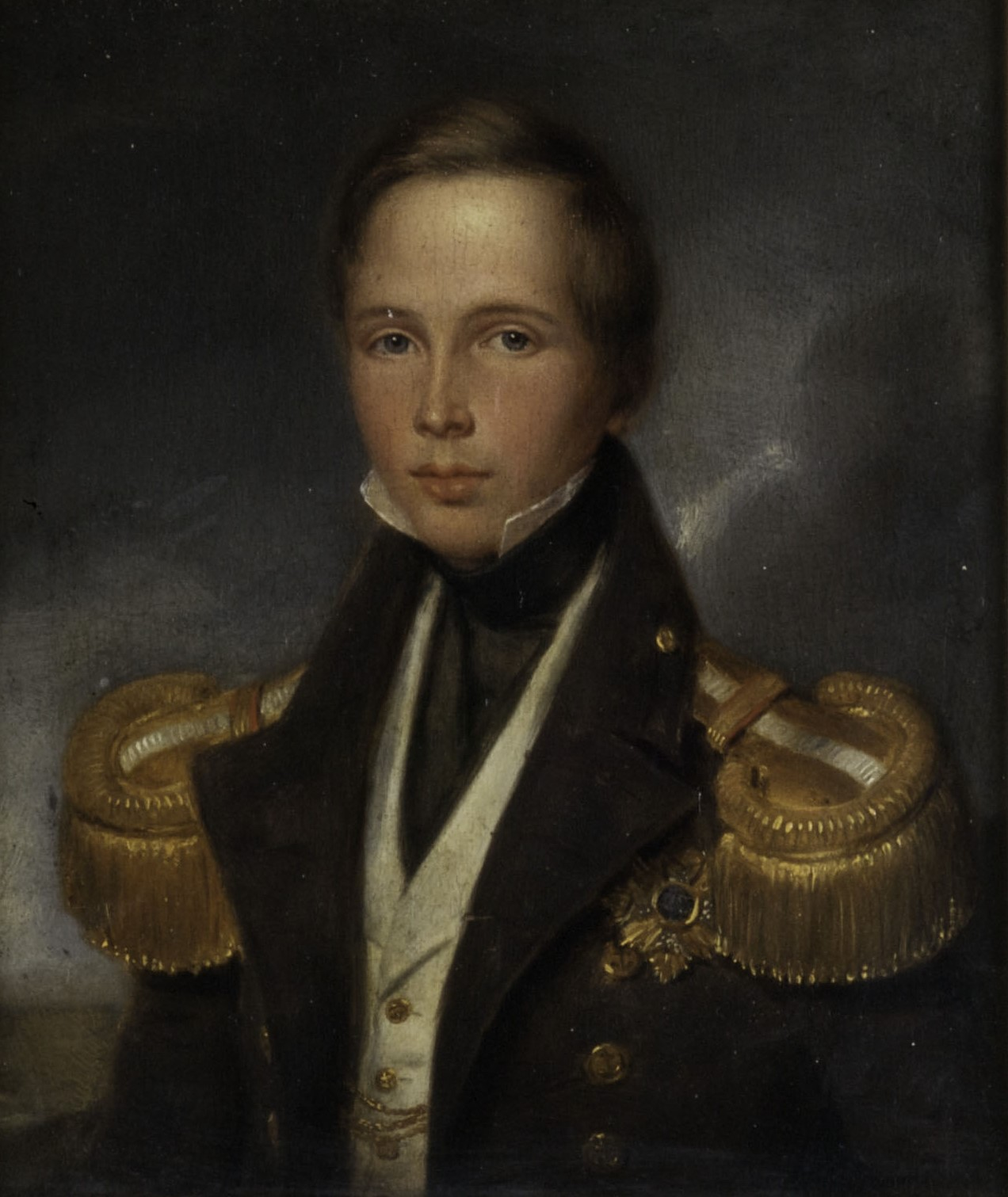
Een jonge Hendrik als Luitenant ter Zee der tweede klasse in 1836
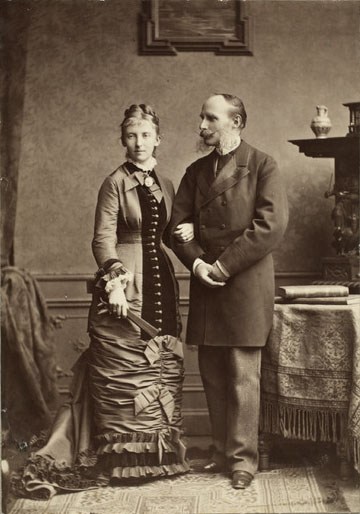
Prins Hendrik en zijn tweede vrouw Marie
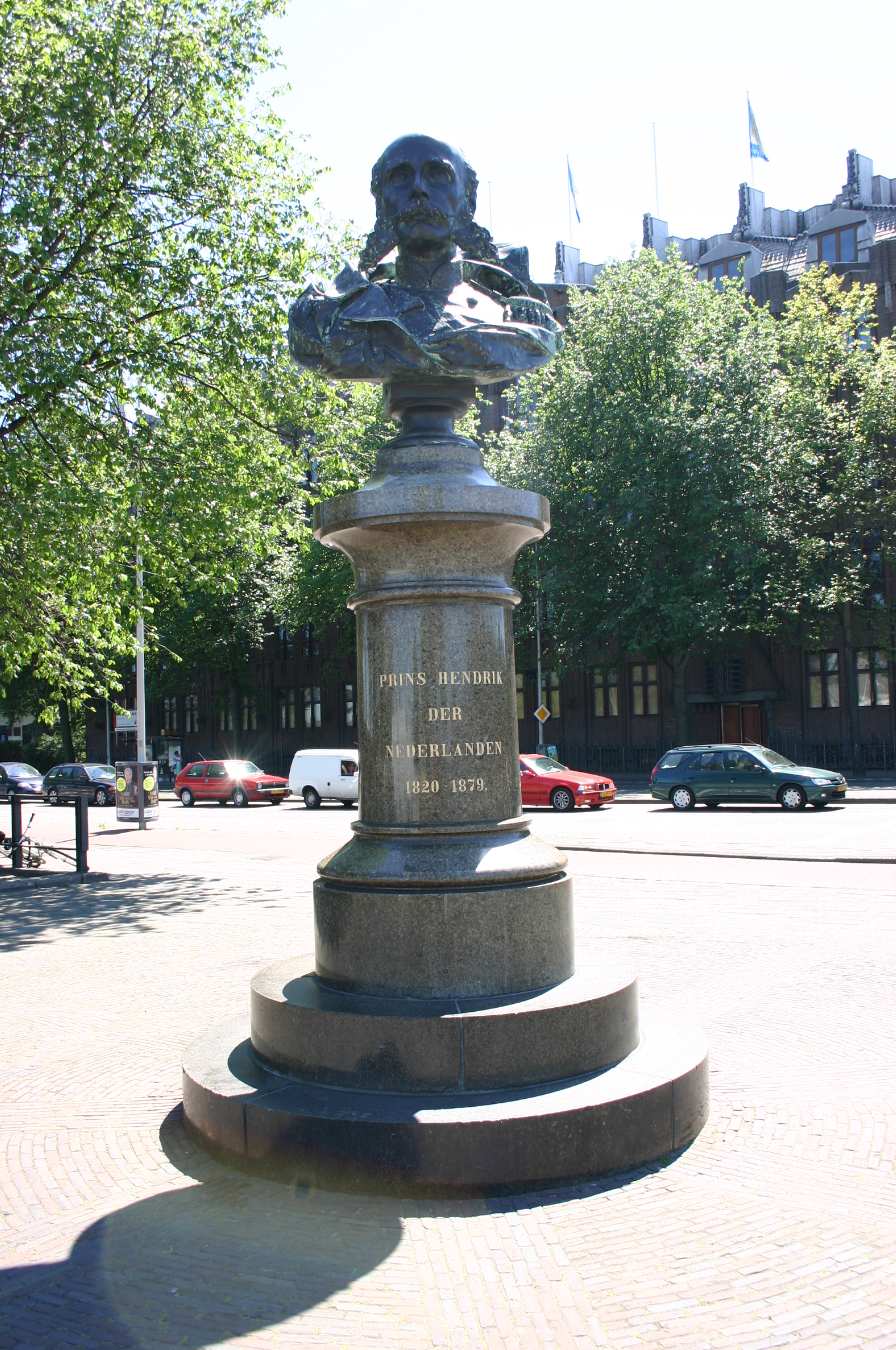
Borstbeeld van prins Hendrik op de Prins Hendrikkade te Amsterdam
- Handschrift van Hendrik (1868)